# Tour de l'Ain
Voir Tour d'Ain pour l'œuvre d'art.
Le Tour de l'Ain est une course cycliste française disputée chaque année dans le département de l'Ain. Créé en 1989, il a succédé à une autre compétition cycliste, le Prix de l'Amitié. Il fait partie de l'UCI Europe Tour depuis 2008, dans la catégorie 2.1 et est disputé fin juillet, début août, à l'exception de 2018 et 2019 où il a lieu en mai.

## Historique
À ses débuts, et jusqu'en 1992, la course est réservée aux coureurs amateurs, mais son importance au niveau du calendrier cycliste va vite évoluer. Dès 1992 elle passe Open, c'est-à-dire qu'elle devient une course pour les coureurs professionnels mais ouverte aux amateurs, puis en 1999, un nouvel organisateur est mis en place, il s'agit de Cyclisme Organisation. Ce nouveau mode de fonctionnement permettra notamment la première arrivée d'une étape au col du Grand Colombier puis une admission au calendrier international en 2002 avec l'attribution de la catégorie 2.3. Enfin, depuis 2005, la course est admise au calendrier de l'UCI Europe Tour dans la catégorie 2.1.
Cette course est la plus grande organisation sportive du département de l'Ain. Elle en est donc une vitrine, tant au niveau national, qu'au niveau international car cette compétition attire des coureurs de renom tel Alexandre Vinokourov en 2009 ou Thomas Voeckler en 2010. L'édition 2020 réunit le plateau le plus prestigieux de l'histoire de la course avec la présence de trois vainqueurs du Tour de France, à savoir Christopher Froome, Geraint Thomas, Egan Bernal, du numéro un mondial Primož Roglič, ainsi que de Nairo Quintana, Tom Dumoulin, Steven Kruijswijk et Fabio Aru. Cette présence est due au décalage du Tour de France 2020 en septembre en raison de la pandémie de Covid-19.

### Médias

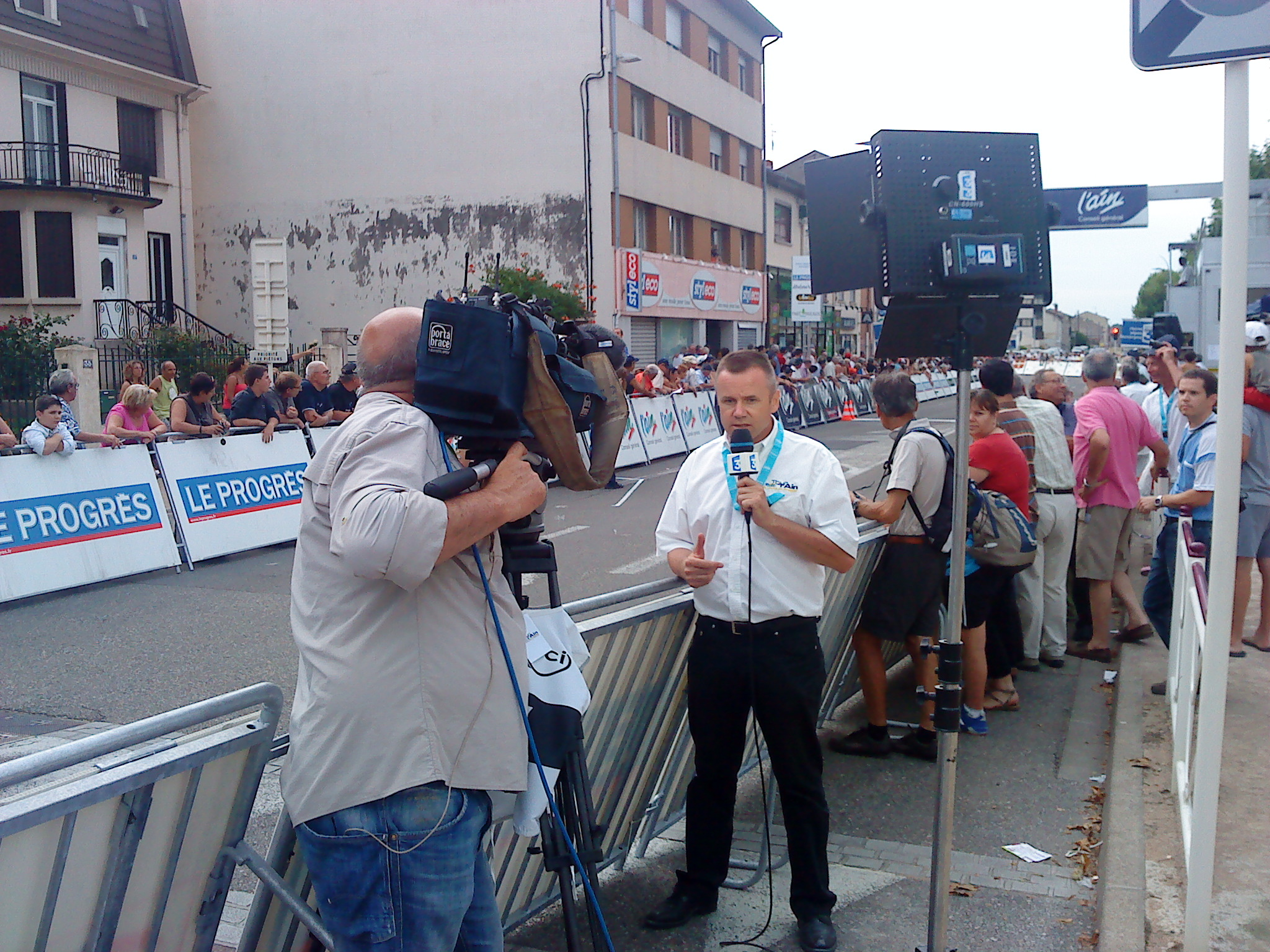
France 3 gère la couverture télévisuelle de l'épreuve.

Le Tour de l'Ain est une course dont le partenaire presse est Le Progrès. Il s'agit d'un journal régional avec des éditions locales dont le siège se trouve à Lyon. Le nom du quotidien est inclus dans le nom officiel de l'épreuve : Tour de l'Ain - la route du Progrès.
En 2011, le journal hebdomadaire Voix de l'Ain rejoint l'épreuve comme partenaire média.
La couverture télévisée est assurée par France 3 Rhône-Alpes qui offre des flash-infos le soir d'étape. En 2011, la chaine diffuse en direct, sur France 3 Rhône-Alpes et en streaming sur le site Internet de France Télévisions, la fin de la cinquième et dernière étape de l'édition 2011 arrivant à Belley - Grand Colombier.

## Typologie des étapes
Le relief du département de l'Ain permet d'en faire une compétition avec des types d'étape très différentes. En effet, il a la caractéristique d'être un pays de plaine à l'ouest avec la Bresse ou la Dombes et d'avoir un relief montagneux à l'est avec le Bugey et le Pays de Gex. C'est pourquoi le découpage des quatre jours d'épreuve est effectué, d'une manière générale, comme tel : le premier jour est une étape de plaine, ou légèrement vallonnée, dans la Bresse ou la Dombes ; le deuxième est une transition entre ces deux dernières et les premiers contreforts du Bugey ; et les deux dernières sont souvent des étapes de montagne. De plus, depuis 2008, une épreuve contre-la-montre, de longueur inférieure à 15 kilomètres a été ajouté pour former une demi-étape le troisième jour.
Pour l'année 2010, la course redevient une épreuve courue sur cinq jours, ce qui n'était plus le cas depuis l'édition 2001. En 2018, la course est décalée en mai et est disputée sur trois jours. Toutefois, la course est de nouveau disputée au milieu de l'été dès 2020 tout en gardant le format de trois étapes en trois jours.

## Classements et maillots
Quatre maillots distinctifs sont décernés sur le Tour de l'Ain. Ceux-ci ont pour but de mettre en valeur les coureurs leader des classements provisoires pendant les étapes. Le maillot jaune
Le maillot jaune distingue le leader du classement général. Il est similaire à celui du Tour de France. Il est le classement le plus important sur la course et est donc porté en priorité par un coureur se trouvant en tête de plusieurs classements, notamment la montagne, le sprint, ou le meilleur jeune. C'est par conséquent le second de ces classements annexes qui portent ces maillots.
Le maillot vert est attribué au coureur leader du classement par points. Ceux-ci sont décernés en majorité aux arrivées des étapes. Un nombre décroissant de points est attribué aux quinze premiers coureurs franchissant la ligne. Le barème de points est de 25 points pour le premier jusqu'à un point au quinzième. D'autres points peuvent être obtenus pendant l'étape. Ceux-ci sont décernés aux trois premiers coureurs franchissant les sprints intermédiaires.
Le maillot bleu clair à pois blancs distingue le leader du classement du meilleur grimpeur. C'est un classement dont les points sont attribués aux premiers coureurs franchissant les cols et les arrivées en altitude. Le nombre de points attribués varie selon la difficulté du col ou de l'arrivée. De 2012 à 2019, le maillot était blanc à pois rouges et fut aussi rouge à pois blancs lors des éditions précédentes.
Le maillot blanc est attribué au coureur leader du classement du meilleur jeune. Celui-ci est effectué sur la base du classement général et ne concerne que les coureurs de moins de 25 ans.

## Palmarès

### Classement général

#### Victoires par années
Ci-dessous les trois premiers du classement général par saison
Prix de l'Amitié
| Année | Vainqueur        | Deuxième | Troisième |
| ----- | ---------------- | -------- | --------- |
| 1960  | Francis Pipelin  |          |           |
| 1984  | Denis Celle      |          |           |
| 1985  | Sylvain Oskwarek |          |           |
| 1986  | Patrice Esnault  |          |           |
| 1987  | Laurent Biondi   |          |           |
| 1988  | Mauro Ribeiro    |          |           |

Tour de l'Ain
| Année | Vainqueur            | Deuxième           | Troisième              |
| ----- | -------------------- | ------------------ | ---------------------- |
| 1989  | Serge Pires-Leal     |                    |                        |
| 1990  | Denis Moretti        | Patrick Vallet     | Andrzej Sypytkowski    |
| 1991  | Éric Drubay          |                    |                        |
| 1992  | Denis Leproux        | Jean-Luc Jonrond   | Thomas Bay             |
| 1993  | Emmanuel Magnien     | Pascal Hervé       | Marc Thévenin          |
| 1994  | Lylian Lebreton      | Gilles Delion      | Jean-Christophe Currit |
| 1995  | Emmanuel Hubert      | Christophe Moreau  | Christophe Agnolutto   |
| 1996  | David Delrieu        | Jean-Luc Masdupuy  | Christophe Rinero      |
| 1997  | Bobby Julich         | Fabrice Gougot     | Yvon Ledanois          |
| 1998  | Cristian Gasperoni   | Alessio Galletti   | Vincent Cali           |
| 1999  | Grzegorz Gwiazdowski | Christopher Jenner | Maurizio De Pasquale   |
| 2000  | Sergueï Yakovlev     | Thierry Loder      | Christopher Jenner     |
| 2001  | Ivaïlo Gabrovski     | David Delrieu      | Christophe Oriol       |
| 2002  | Christophe Oriol     | Richard Virenque   | Ludovic Turpin         |
| 2003  | Axel Merckx          | Samuel Dumoulin    | Jérôme Pineau          |
| 2004  | Jérôme Pineau        | Leif Hoste         | Jurgen Van Goolen      |
| 2005  | Carl Naibo           | Ludovic Turpin     | Samuel Plouhinec       |
| 2006  | Cyril Dessel         | Noan Lelarge       | Xavier Florencio       |
| 2007  | John Gadret          | Ludovic Turpin     | Bauke Mollema          |
| 2008  | Linus Gerdemann      | David Moncoutié    | Stéphane Goubert       |
| 2009  | Rein Taaramäe        | Christopher Horner | David Moncoutié        |
| 2010  | Haimar Zubeldia      | Wout Poels         | David Moncoutié        |
| 2011  | David Moncoutié      | Wout Poels         | Leopold König          |
| 2012  | Andrew Talansky      | Sergio Pardilla    | Daniel Navarro         |
| 2013  | Romain Bardet        | Luis León Sánchez  | John Gadret            |
| 2014  | Bert-Jan Lindeman    | Romain Bardet      | Dan Martin             |
| 2015  | Alexandre Geniez     | Florian Vachon     | Pierre Latour          |
| 2016  | Sam Oomen            | Bart De Clercq     | Pierre Latour          |
| 2017  | Thibaut Pinot        | David Gaudu        | Alexandre Geniez       |
| 2018  | Arthur Vichot        | Nicolas Edet       | Rein Taaramäe          |
| 2019  | Thibaut Pinot        | Mathias Frank      | Rein Taaramäe          |
| 2020  | Primož Roglič        | Egan Bernal        | Nairo Quintana         |
| 2021  | Michael Storer       | Harm Vanhoucke     | Matteo Badilatti       |
| 2022  | Guillaume Martin     | Mattias Skjelmose  | Rudy Molard            |
| 2023  | Michael Storer       | Kenny Elissonde    | Nicolas Prodhomme      |
| 2024  | Alexander Cepeda     | Rémi Capron        | Stefano Oldani         |
| 2025  | Cian Uijtdebroeks    | Nicolas Prodhomme  | Ben Tulett             |

#### Victoires par nations
Cinq courses ont eu lieu sous la dénomination de Prix de l'Amitié. Les victoires ont été remportées trois fois par des coureurs français, une par un Polonais et une par un Brésilien.
Depuis 1989 et la création du Tour de l'Ain, la course a longtemps été remportée par des coureurs français dont les huit éditions entre 1989 et 1996. Par la suite, la palmarès devient plus international malgré quatre nouvelles victoires françaises entre 2004 et 2007.
| Rang | Pays       | Victoires |
| ---- | ---------- | --------- |
| 1    | France     | 20        |
| 2    | États-Unis | 2         |
| 2    | Pays-Bas   | 2         |
| 2    | Australie  | 2         |
| 2    | Belgique   | 2         |
| 5    | Italie     | 1         |
| 5    | Pologne    | 1         |
| 5    | Kazakhstan | 1         |
| 5    | Bulgarie   | 1         |
| 5    | Allemagne  | 1         |
| 5    | Estonie    | 1         |
| 5    | Espagne    | 1         |
| 5    | Slovénie   | 1         |
| 5    | Équateur   | 1         |

### Classements annexes
| Année | Classement par points |
| ----- | --------------------- |
| 2006  | Cyril Dessel          |
| 2007  | Beat Zberg            |
| 2008  | Greg Van Avermaet     |
| 2009  | Christopher Horner    |
| 2010  | Romain Feillu         |
| 2011  | Wout Poels            |
| 2012  | Andrew Talansky       |
| 2013  | Romain Bardet         |
| 2014  | Julian Alaphilippe    |
| 2015  | Nacer Bouhanni        |
| 2016  | Matteo Trentin        |
| 2017  | Alexandre Geniez      |
| 2018  | Arthur Vichot         |
| 2019  | Thibaut Pinot         |
| 2020  | Primož Roglič         |
| 2021  | Michael Storer        |
| 2022  | Mattias Skjelmose     |
| 2023  | Michael Storer        |
| 2024  | Stefano Oldani        |
| 2025  | Nicolas Prodhomme     |

| Année | Meilleur grimpeur |
| ----- | ----------------- |
| 2006  | Patrice Halgand   |
| 2007  | John Gadret       |
| 2008  | Floris Goesinnen  |
| 2009  | David Moncoutié   |
| 2010  | Benoît Daeninck   |
| 2011  | Johnny Hoogerland |
| 2012  | Rudy Molard       |
| 2013  | Matthias Brändle  |
| 2014  | Jordi Simón       |
| 2015  | Brice Feillu      |
| 2016  | Bart De Clercq    |
| 2017  | Thibaut Pinot     |
| 2018  | Camille Thominet  |
| 2019  | Thibaut Pinot     |
| 2020  | Julien Bernard    |
| 2021  | Michael Storer    |
| 2022  | Hannes Wilksch    |
| 2023  | Lilian Calmejane  |
| 2024  | Rémi Lelandais    |
| 2025  | Cian Uijtdebroeks |

| Année | Meilleur jeune     |
| ----- | ------------------ |
| 2006  | Rene Mandri        |
| 2007  | Bauke Mollema      |
| 2008  | Jérôme Coppel      |
| 2009  | Rein Taaramäe      |
| 2010  | Tejay van Garderen |
| 2011  | Warren Barguil     |
| 2012  | Daan Olivier       |
| 2013  | Kenny Elissonde    |
| 2014  | Julian Alaphilippe |
| 2015  | Pierre Latour      |
| 2016  | Sam Oomen          |
| 2017  | David Gaudu        |
| 2018  | Marc Hirschi       |
| 2019  | Vadim Pronskiy     |
| 2020  | João Almeida       |
| 2021  | Andrea Bagioli     |
| 2022  | Mattias Skjelmose  |
| 2023  | Joris Delbove      |
| 2024  | Killian Verschuren |
| 2025  | Cian Uijtdebroeks  |

## Identité et image

Ancien logo
Logo depuis 2018